# Sophronica fimbriata
Sophronica fimbriata är en skalbaggsart som beskrevs av Stefan von Breuning 1940. Sophronica fimbriata ingår i släktet Sophronica och familjen långhorningar.
Artens utbredningsområde är Filippinerna. Inga underarter finns listade i Catalogue of Life.